# Dürener Bank

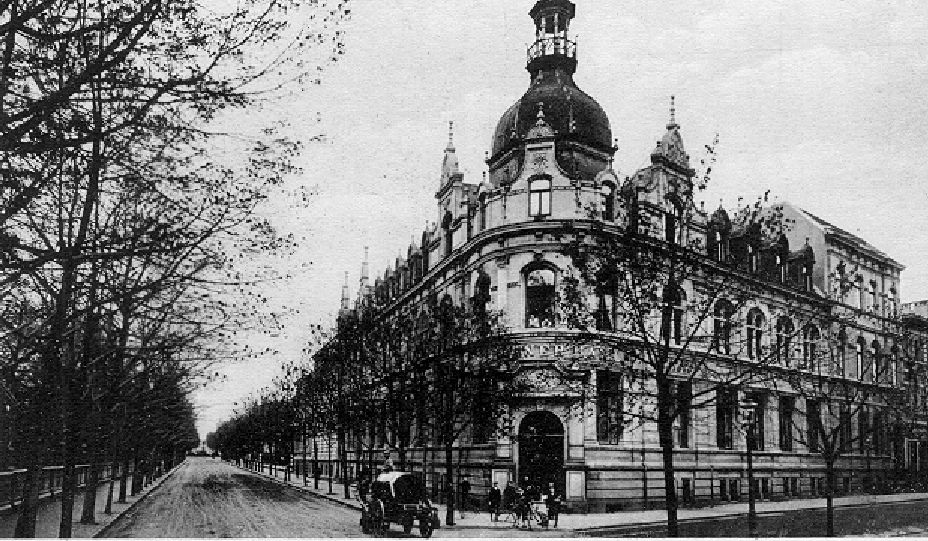
Das Haus der Bank vor 1944

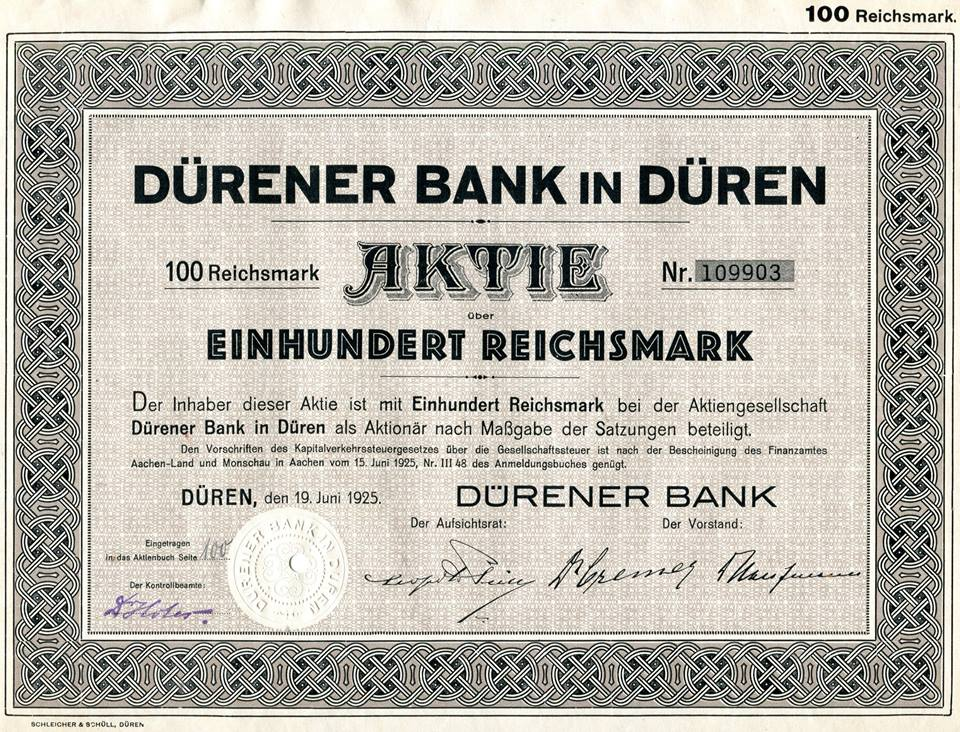
Aktie der Bank von 1925

Die Dürener Bank war ein Kreditinstitut mit Sitz in Düren. Sie wurde 1970 in die Dresdner Bank eingegliedert, die wiederum am 11. Mai 2009 in der Commerzbank aufging.
Die Dürener Bank wurde am 30. März 1898 gegründet. Ihre erste Geschäftsstelle war im Haus Bonner Straße 7. Am 30. Juni 1899 zog sie in das neu erbaute Eckhaus Schützenstraße/Bismarckstraße gegenüber dem Kaufhof ein.
In rascher Folge expandierte die Bank in die Region. 1901 kam eine Filiale in Euskirchen hinzu. 1903 wurde die Euskirchener Volksbank angegliedert. In Jülich wurde 1904 eine Filiale errichtet und ein Jahr später wurde die Jülicher Volksbank eingegliedert. 1909 wurde der Lechenicher Creditverein übernommen und 1920 kam die Interessengemeinschaft mit der Dürener Volksbank (deren Aktienmehrheit und Kundengeschäft 1943 vollständig übernommen wurde) hinzu. 1925 wurde die Zülpicher Volksbank übernommen und 1927 wurde in Eschweiler eine weitere Filiale errichtet. Nach dem Zweiten Weltkrieg kamen noch Zweigstellen in Schleiden (1960), Linnich (1963) sowie Birkesdorf und Dürwiß (1965) hinzu.